# Cratere Sömmering
Sömmering è un cratere lunare di 27,97 km situato nella parte nord-occidentale della faccia visibile della Luna.